# Ritratto virile su sfondo verde
Il Ritratto virile su sfondo verde è un dipinto a olio su tavola (29 × 23 cm) del Parmigianino, databile al 1529 circa e conservato in collezione privata. 

## Storia e descrizione
L'opera è stata pubblicata nel 1991 da Mario di Giampaolo nel 1991, sulla rivista Prospettiva e successivamente sulla monografia uscita quell'anno su Parmigianino. Inizialmente si era pensato a un autoritratto, ma Beguin (2000) ha negato l'ipotesi, non riscontrando una somiglianza del profilo con gli autoritratti noti, in cui ha invece gli occhi chiari, il capelli di media lunghezza biondi, lisce e setosi, ed è imberbe.
L'uomo su sfondo verde invece ha occhi castani, i capelli neri e crepi e una barbetta ottenuta con macchie di colore in punta di pennello. È atteggiato in maniera insolita, coerentemente con i ritratti "alla moderna" di Tiziano, di spalle, col busto ruotato di tre quarti verso sinistra, e il volto girato un po' più che di profilo, verso lo spettatore. L'effetto è dinamico, nonostante il poco spazio concesso alla figura, con un senso di spavalderia e fierezza d'animo.
Indossa una casacca nera con ampie maniche, secondo la moda dell'epoca, e un cappello con medaglione d'oro e cristallo di rocca intagliato. Una catenella d'oro si intravede sul colletto della camicia bianca e alla cintura sta appesa la spada, con impugnatura cesellata.